# البوذية في إندونيسيا
للبوذية تاريخ طويل في إندونيسيا، وهي واحدة من الأديان الستة الرسمية فيها، إلى جانب الإسلام والمسيحية (البروتستانتية والكاثوليكية) والهندوسية والكونفوشية. وحسب إحصاء عام 2000 الوطني في إندونيسيا، شكل البوذيون نحو 0.8% من المواطنين، وهو ما يكافئ نحو 1.7 مليون نسمة. يقطن معظم البوذيين في جاكرتا وريا وجزر رياو وبانغكا بليتونغ وسومارتا الشمالية وكاليمانتان الغربية. ولكن هذه الإحصاءات غالبًا معيبة، لأن أتباع الطاوية والدين الصيني الشعبي -وهما دينان غير رسميين في إندونيسيا- لطالما عرّفوا أنفسهم على أنهم بوذيّون. معظم البوذيين اليوم في إندونيسيا صينيون، ولكنّ فيها أعدادًا أخرى صغيرة من البوذيين المحليين، من الجاويين والساساك.

## التاريخ

### العصور القديمة
البوذية ثاني أقدم ديانة في إندونيسيا بعد الهندوسية، وقد وصلت إليها من الهند في نحو القرن الثاني الميلادي. يتصل تاريخ البوذية في إندونيسيا اتصالا وثيقًا بتاريخ الهندوسية، فق تأسست عدة ممالك متأثرة بالثقافة الهندية في الفترة نفسها. بدأ دخول البوذية إلى أرخبيل إندونيسيا بالتجارة، بدءًا من القرن الأول، من خلال طريق الحرير البحري بين إندونيسيا والهند. أقدم موقع أثري بوذي في إندونيسيا -على خلاف- هو مجمع باتوجايا ستوباس في كاراوانغ، غربيّ جاوا. ويعود أقدم أثر في باتوجايا إلى نحو القرن الثاني، وأما آخر الآثار فيها فيرجع إلى القرن الثاني عشر. وقد وُجدت أعداد كبيرة من المواقع البوذية في جامبي وبالمبانغ ورياو في سومطرة، وفي جاوا الوسطى وشرق جاوا. وشهد الأرخبيل الإندونيسي على مر القرون صعود إمبراطوريات بوذية عديدة وهبوطها، منها سلالة ساليندرا الحاكمة، وإمبراطوريتا سريفيجايا وماتارام.
وحسب بعض المصادر الصينية، قإن راهبًا بوذيًّا صينيًّا اسمه آيتسينغ شهد في رحلته إلى الحج في الصين، إمبراطورية بحرية قوية في سريفيجايا في سومطرة في القرن السابع الميلادي. كانت هذه الإمبراطورية مركز تعليم بوذي في المنطقة. من العلماء البوذيين السريفاجيين المبجلين العالم دارماكريتي، وهو أمير سريفاجي من السلالة الساليندرية، ولد في مطلع القرن السابع الميلادي في سومطرة. أصبح دارماكريتي عالمًا راهبًا في سريفاجايا ثم انتقل إلى الهند وأصبح معلّمًا في جامعة نالاندا المشهورة، وكان مع ذلك شاعرًا. بنى دارماكريتي على أعمال ديغناغا وأعاد تفسير أعماله، وهذا الأخير رائد من رواد المنطق البوذي، وكان مؤثّرًا جدًّا بين المناطقة البراهميين والبوذيين. أصبحت نظرياته شائعة في الثقافة التبتية ولم تزل تدرَس إلى اليوم في المنهج الرهباني الابتدائي. من البوذيين الآخرين الذين زاروا الهند: أتيشا، دارمابالا، وهما بروفسور من نالاندا وفارابوذي بوذي من جنوب الهند. كانت سريفيجايا أكبر مملكة بوذية تأسست في تاريخ إندونيسيا.
يمكن إيجاد عدد من الآثار البوذية التاريخية في إندونيسيا، منها الصرح البوذي بوروبودور ماندالا من القرن الثامن، ومعبد سيوو في جاوا الوسطى، وباتوجايا في غرب جاوا، وموارو جامبي، وموارا تاكوس، ومعبد باهال في سومطرة، وعديد من التماثيل والنقوش من التاريخ المبكر للمالك الهندية البوذية. وفي أيام إمبراطوريات كيديري وسينغاساري وماجا باهيت، كانت البوذية دينًا رسميًّا من أديان المملكة هي والهندوسية، وكانت البوذية حينئذ تسمّى دارما ري كاسوغاتان. ومع أن بعض الملوك فضّلوا الهندوسية على البوذية، فإن التوافق والتسامح وحتى التوفيق بين الدينين كان دائمًا شعارهم، ويتجلى هذا في الشعار الوطني بينيما تونغال إيكا، الذي وضعه في كاكاوين سوتاسوما إمبو تانتولار ليدعم التسامح بين الهندوس والبوذيين. ومن الحقبة الكلاسيكية لجاوا القديمة أيضًا منتجات وأمثلة بارزة عن الفن البوذي، منها تمثال براجناباراميتا وتمثال بوذا فايروتشانا وبوذيفاستا بادماباني وفاجراباني في معبد مندوت.

### تراجع البوذية ثم إحياؤها
في القرن الثالث عشر دخل الإسلام الأرخبيل الإندونيسي، وبدأ يجعل لنفسه موطئ قدم في المدن التجارية. كان سقوط الإمبراطورية الهندوسية البوذية ماجاباهيت في أواخر القرن الخامس عشر علامةً على انتهاء سيادة الحضارة الدارمية في إندونيسيا. ومع نهاية القرن السادس عشر، حلّ الإسلام محل الهندوسية والبوذية وصار الدين السائد في جاوا وسومطرة. ومرّت بعد هذا 450 سنة، لم يكن فيها أي وجود بوذي ملحوظ في إندونيسيا. فُقدت كثير من المواقع البوذية والستوبات والمعابد والمخطوطات ونُسي أمرها، وساد الإسلام في المنطقة أكثر. وفي خلال فترة التراجع هذه، لم يبق من أتباع البوذية إلا نفر قليل، معظمهم مهاجرون صينيون استقروا في إندونيسيا حين تسارعت موجة الهجرة في القرن السابع عشر الميلادي. وما الكثير من الكلينتنغات في إندونيسيا إلا معابد تريدارمية تعد دور عبادة لثلاثة أديان، هي البوذية والكونفوشيوسية والطاوية.
في عام 1934، زار نارادا ثيرا، وهو راهب تبشيري من سريلانكا، الهند الشرقية الهولندية (وهي إندونيسيا اليوم)، أول مرة وكان الأمر جزءًا من رحلته لنشر الدارما في آسيا الجنوبية الشرقية. استغل بعض البوذيين المحليين هذه الفرصة ليحيوا البوذية في إندونيسيا. أقيم احتفال زرع شجرة بوذي في الجانب الجنوبي الشرقي من بوروبودور في 10 مارس عام 1934، ترأسه نارادا ثيرا، ورُسّم فيه بعض الأوباسكات رهبانًا.

### إندونيسيا الحديثة
بعد سقوط الرئيس سوكارنو في أواسط العقد السابع من القرن العشرين، أُكّد على سياسة بانتشاسيلا وصارت السياسة الإندونيسية الرسمية بشأن الدين، وهي لا تعترف إلا بالأديان التوحيدية. نتيجة هذا، اقترح بيكو أشين جيناراكيتا، وهو مؤسس بيربوذي (منظمة البوذيين الإندونيسيين) وجود إله واحد ألا وهو سانغيانغ أدي بوذا. واستعاد أيضًا من التاريخ النسخة الإندونيسية من البوذية في النصوص الجاوية القديمة، وشكل معبد بوروبودور.
في فترة النظام الجديد، وضعت إيديولوجية بانتشاسيلا الحكومية البوذية على قائمة الأديان الخمسة لإندونيسيا. واعتبر القائد الوطني لهذه الفترة سوهارتو البوذية والهندوسية أديانًا إندونيسية كلاسيكية.
أول ترسيم تيرافادي للبيكونيات في إندونيسيا كان بعد ألف سنة، إذ حدث عام 2015 في ويسما كوسالاياني في ليمبانغ، باندونغ. رُسّم فيه فاجيراديفي ساديكا بيكوني من إندونيسيا وميدا بيكوني من سريلانكا وأنولا بيكوني من اليابان، وسانتاسوكا سانتامانا بيكوني من فيتنام وسوخي بيكوني وسومانغالا بيكوني من ماليزيا وجنتي بيكوني من أستراليا.
اليوم، عملًا بمبدأ البينتشاسيلا، يشارك في الاحتفالات التي تدعمها الحكومة راهب بوذي يمثل السانغا البوذية، مع كاهن مسيحي وبراهمي وممثلون عن الأديان التي تعترف بها الحكومة. يضمّ الاحتفال عادةً صلاةً (يقودها إمام مسلم وممثلون من الأديان الأخرى يقفون في صف وراءه). ومع أن معظم البوذيين في إندونيسيا من المدرسة الماهايانية الصينية، فإن العادة أن ممثل البوذية الذي تختاره الحكومة يكون عادةً راهبًا تيرافاديًّا.
في كل عام، يحج آلاف البوذيين من إندونيسيا والدول المجاورة إلى بوروبودور لإقامة احتفال الفيساك الوطني.

## الأدب
قُدِّس أقدم أدب مانترانايي بوذي خاص بإندونيسيا (والمانترانايا مرادف للمانترايانا والفاجرايانا والتانترا) مكتوب باللغة الجاوية القديمة، وهي لغة متأثرة تأثرًا واضحًا بالسنسكريتية، في مانترانايا سانغ كيانغ كاماهايانان.
أما سوترا اللاليتافيستارا فهي حجر الأساس للمانترانايا في بوروبودور، وتشير إلى: ولادة بوذا (لاليتافيستارا). ليس لفظ مانترانايا تحريفًا أو خطأ في كلمة ماترايانا، بل هما لفظان مترادفان. المانترانايا هي المصطلح الذي يستعمل للدلالة على تقاليد المانترا، وهي سلالة من الفاجرايانا والتانترا في إندونيسيا. ويظهر اللفظ السنسكريتي وضوحًا «مانرانايا» في الأدب الجاوي التانتري.